# Wadim Krasnoslobodzew
Wadim Anatoljewitsch Krasnoslobodzew (russisch Вадим Анатольевич Краснослободцев; * 16. August 1983 in Ust-Kamenogorsk, Kasachische SSR) ist ein kasachischer Eishockeyspieler, der zuletzt bei Torpedo Nischni Nowgorod in der Kontinentalen Hockey-Liga unter Vertrag stand.

## Karriere
Wadim Krasnoslobodzew begann seine Karriere 1999 in der dritten russischen Liga bei der zweiten Mannschaft von HK Awangard Omsk. 2001 wechselte der Stürmer zum russischen Verein Mostowik Kurgan, wo er zwei Saisons spielte. Weitere Stationen seit der Saison 2003/04 waren HK Metschel Tscheljabinsk, Amur Chabarowsk, Motor Barnaul, Neftechimik Nischnekamsk und Kasachmys Satpajew. Von 2007 bis 2013 war er für Barys Astana aus Kasachstan in der Kontinentalen Hockey-Liga aktiv. Anschließend wechselte er nach knapp 250 KHL-Spielen für Astana ligaintern zu Torpedo Nischni Nowgorod.

### International
Für Kasachstan nahm Krasnoslobodzew im Juniorenbereich an der U18-Junioren-B-Weltmeisterschaft 2001 teil. 2009 wurde er erstmals in die Seniorennationalmannschaft berufen und nahm sowohl an der Qualifikation für die Olympischen Winterspiele 2010 als auch an der Weltmeisterschaft der Division I teil. Dort wurde er zum besten Stürmer des Turniers gewählt, nachdem ihm in fünf Partien neun Scorerpunkte gelungen waren. Außerdem bestritt er für Kasachstan sechs Spiele bei der Weltmeisterschaft 2006 und sammelte dabei zwei Scorerpunkte, darunter ein Tor. Bei der Weltmeisterschaft 2010 musste er mit seinem Land den Abstieg hinnehmen, erreichte beim Turnier der Division I der Weltmeisterschaft 2011 jedoch den direkten Wiederaufstieg in die Top-Division. Auch nach dem Abstieg bei der WM 2012, den auch seine drei Tore nicht verhindern konnten, gelang ihm mit der kasachischen Auswahl beim Division-I-Turnier 2013 der sofortige Wiederaufstieg. Beim Qualifikationsturnier für die Olympischen Winterspiele 2014, das in Riga ausgetragen wurde, scheiterte er hingegen mit seiner Mannschaft durch eine 2:3-Niederlage im entscheidenden Spiel gegen die Gastgeber. Nachdem Krasnoslobodzew mit den Kasachen auch 2014 der Klassenerhalt in der Top-Division nicht gelungen war, folgte 2015 der wiederholte sofortige Wiederaufstieg, zu dem er als bester Vorbereiter des Turniers und Topscorer – gemeinsam mit seinen Landsleuten Roman Startschenko, Kevin Dallman, Konstantin Rudenko und Jewgeni Rymarew sowie dem Ungarn Andrew Sarauer – maßgeblich beitrug. Aber auch 2016 konnte er sich mit seinem Team nicht in der Top-Division halten.

## Erfolge und Auszeichnungen
- 2009 Aufstieg in die Top-Division bei der Weltmeisterschaft der Division I, Gruppe A
- 2009 Bester Stürmer der Weltmeisterschaft der Division I, Gruppe A
- 2011 Goldmedaille bei den Winter-Asienspielen
- 2011 Bester Stürmer der Winter-Asienspiele
- 2011 Aufstieg in die Top-Division bei der Weltmeisterschaft der Division I, Gruppe B
- 2013 Aufstieg in die Top-Division bei der Weltmeisterschaft der Division I, Gruppe A
- 2015 Aufstieg in die Top-Division bei der Weltmeisterschaft der Division I, Gruppe A
- 2015 Topscorer bei der Weltmeisterschaft der Division I, Gruppe A

## KHL-Statistik
(Stand: Ende der Saison 2015/16)